# Acrocephalus
Acrocephalus er en slægt af fugle i gruppen af sangere, der er udbredt i Eurasien og Afrika samt på øer i det Indiske Ocean og Stillehavet. 
I forhold til andre sangere er arterne i denne slægt temmelig store. Den største danske art er den 19 cm store Drosselrørsanger, der er en sjælden ynglefugl. 

## Arter
Et udsnit af de 37 arter i slægten Acrocephalus:
- Sivsanger, Acrocephalus schoenobaenus
- Kærsanger, Acrocephalus palustris
- Rørsanger, Acrocephalus scirpaceus
- Drosselrørsanger, Acrocephalus arundinaceus
- Vandsanger, Acrocephalus paludicola
- Lille rørsanger, Acrocephalus agricola
- Buskrørsanger, Acrocephalus dumetorum

De fire førstnævnte er mere eller mindre almindelige ynglefugle i Danmark.